# Heterocerus virgatus
Heterocerus virgatus is een keversoort uit de familie oevergraafkevers (Heteroceridae). De wetenschappelijke naam van de soort is voor het eerst geldig gepubliceerd in 1933 door Mamitza.